# Политический институт (структура)
Полити́ческий институ́т — организация или учреждение, компонент политической системы. Институт может быть как формальным (например, парламент или политическая партия), так и неформальным (например, политический клуб). Формальные институты действуют на основе их регламентов, в то время как неформальные организуются с помощью личных связей и общих интересов.